# Jonas Visti
Jonas Visti Pedersen, kendt som Jonas Visti (født 30. juli 1991) er en dansk dj, radio- og tv-vært. Han er blandt andet kendt for sin værtsrolle på P8 Jazz og tv-dokumentarserien Satans Sorte Vinyler om black metal på DR2.

## Liv og karriere
Jonas Visti kommer fra Nakskov på Lolland, hvor han voksede op i en musikalsk familie, hvor faderen blandt andet gjorde ham bekendt med psykedelisk rock, og selv jammede han på bas med sin storebror derhjemme, fra han var ni år. Han gik på Stormarkskolen i Nakskov, og efter 9. klasse gik han på Musikefterskolen i Humble på Langeland, hvor han fulgte et jazzsamspilshold. Derefter startede han på Nakskov Gymnasium, men skiftede efter et halvt år til Maribo Gymnasium, hvorfra han blev student i 2010. Inden da havde han i 2.g haft rollen som leder af gymnasieelevernes selvskrevne forårs-musical Frei som en fugl, der handlede om en hippie, der ankom til et konservativt gymnasium i begyndelsen af 1970'erne, og hvor eleverne undervejs fremførte 14 sange af den britiske rockgruppe Queen.
Efter studentereksamen flyttede Visti til København, hvor han arbejdede i en børnehave. Efter en ophold på Den Rytmiske Højskole i Vig arbejdede han fra 2011 til 2014 på DR's licenskontor, i det sidste år som chef for licensopkræverne. I 2017 stiftede han selskabet "Jonas Visti Productions", der blandt andet producerer radioudsendelsen Vistis Vinyler, der er blevet sendt på kanalen P8 Jazz siden 2019. Han har desuden stået bag tv-dokumentarserien i fire dele Satans sorte vinyler om musikgenren black metal. Han arbejder desuden som dj.

## Privatliv
Visti bor i det indre København sammen med sin kæreste, skuespilleren Emma Sehested Høeg. De har en datter sammen.